# Coppa del Mondo di cricket femminile 1997
La Coppa del Mondo di cricket femminile 1997 fu la sesta edizione del torneo mondiale di cricket per donne. Fu disputata dal 9 dicembre al 29 dicembre 1997 in India e vide la partecipazione di 11 squadre.

## Partecipanti
- Inghilterra
- Australia
- Nuova Zelanda
- Irlanda
- Paesi Bassi
- India
- Sri Lanka
- Indie Occidentali
- Pakistan
- Danimarca
- Sudafrica

## Prima fase

### Gruppo A

#### Classifica
| Squadra     | G | V | S | T | NR | Pti |
| ----------- | - | - | - | - | -- | --- |
| Australia   | 5 | 4 | 0 | 0 | 1  | 27  |
| Inghilterra | 5 | 4 | 1 | 0 | 0  | 24  |
| Sudafrica   | 5 | 3 | 2 | 0 | 0  | 18  |
| Irlanda     | 5 | 2 | 2 | 0 | 1  | 15  |
| Danimarca   | 5 | 1 | 4 | 0 | 0  | 6   |
| Pakistan    | 5 | 0 | 5 | 0 | 0  | 0   |

### Gruppo B

#### Classifica
| Squadra           | G | V | S | T | NR | Pti |
| ----------------- | - | - | - | - | -- | --- |
| Nuova Zelanda     | 4 | 3 | 0 | 1 | 0  | 21  |
| India             | 4 | 2 | 0 | 1 | 1  | 18  |
| Paesi Bassi       | 4 | 1 | 2 | 0 | 1  | 9   |
| Sri Lanka         | 4 | 1 | 2 | 0 | 1  | 9   |
| Indie Occidentali | 4 | 0 | 3 | 0 | 1  | 3   |

## Eliminazione diretta
|  | Quarti di finale | Quarti di finale | Quarti di finale |               |             | Semifinali | Semifinali | Semifinali |  |  | Finale | Finale    | Finale |
|  |                  |                  |                  |               |             |            |            |            |  |  |        |           |        |
|  |                  | Australia        | 223/4            |               |             |            |            |            |  |  |        |           |        |
|  |                  | Paesi Bassi      | 108/6            |               |             |            |            |            |  |  |        |           |        |
|  |                  | Paesi Bassi      | 108/6            |               | Australia   | 123/7      |            |            |  |  |        |           |        |
|  |                  |                  |                  |               | Australia   | 123/7      |            |            |  |  |        |           |        |
|  |                  |                  | India            | 104/9         |             |            |            |            |  |  |        |           |        |
|  |                  | Sudafrica        | India            | 104/9         | 80/ao       |            |            |            |  |  |        |           |        |
|  |                  | Sudafrica        |                  |               | 80/ao       |            |            |            |  |  |        |           |        |
|  |                  | India            | 81/5             |               |             |            |            |            |  |  |        |           |        |
|  |                  |                  |                  |               |             |            |            |            |  |  |        | Australia | 165/5  |
|  |                  |                  |                  | Nuova Zelanda | 164/ao      |            |            |            |  |  |        |           |        |
|  |                  | Inghilterra      | 105/1            |               |             |            |            |            |  |  |        |           |        |
|  |                  | Sri Lanka        | 104/ao           |               |             |            |            |            |  |  |        |           |        |
|  |                  | Sri Lanka        | 104/ao           |               | Inghilterra | 155/ao     |            |            |  |  |        |           |        |
|  |                  |                  |                  |               | Inghilterra | 155/ao     |            |            |  |  |        |           |        |
|  |                  |                  | Nuova Zelanda    | 175/6         |             |            |            |            |  |  |        |           |        |
|  |                  | Nuova Zelanda    | Nuova Zelanda    | 175/6         | 244/3       |            |            |            |  |  |        |           |        |
|  |                  | Nuova Zelanda    |                  |               | 244/3       |            |            |            |  |  |        |           |        |
|  |                  | Irlanda          | 105/9            |               |             |            |            |            |  |  |        |           |        |

### Quarti di finale
| Data             | Luogo                                             | In battuta (nel I innings)         | Al lancio (nel I innings)      | Risultato                                                               |
| ---------------- | ------------------------------------------------- | ---------------------------------- | ------------------------------ | ----------------------------------------------------------------------- |
| 20 dicembre 1997 | K. D. Singh Babu Stadium Lucknow, Uttar Pradesh   | Australia 223/4 (50 overs)         | Paesi Bassi 108/6 (50 overs)   | AUS vince di 115 runs                                                   |
| 21 dicembre 1997 | Punjab Cricket Association Stadium Mohali, Punjab | Sri Lanka 104/all out (43.2 overs) | Inghilterra 105/1 (22.1 overs) | ENG vince di 9 wickets Partita ridotta a 46 overs per parte per pioggia |
| 22 dicembre 1997 | Moin-ul-Haq Stadium Patna, Bihar                  | Sudafrica 80/all out (43.1 overs)  | India 81/5 (28 overs)          | IND vince di 5 wickets                                                  |
| 23 dicembre 1997 | Wankhede Stadium Mumbai, Maharashtra              | Nuova Zelanda 244/3 (50 overs)     | Irlanda 105/9 (50 overs)       | NZL vince di 139 runs                                                   |

### Semifinali
| Data             | Luogo                                         | In battuta (nel I innings)     | Al lancio (nel I innings)            | Risultato                                                                             |
| ---------------- | --------------------------------------------- | ------------------------------ | ------------------------------------ | ------------------------------------------------------------------------------------- |
| 24 dicembre 1997 | Harbax Singh Stadium Delhi, India             | Australia 123/7 (32 overs)     | India 104/9 (30 overs)               | AUS vince di 19 runs Partita ridotta a 32 overs per parte, IND penalizzata di 2 overs |
| 26 dicembre 1997 | M. A. Chidambaram Stadium Chepauk, Tamil Nadu | Nuova Zelanda 175/6 (50 overs) | Inghilterra 155/all out (47.5 overs) | NZL vince di 20 runs                                                                  |

### Finale
| Data             | Luogo                                      | In battuta (nel I innings)             | Al lancio (nel I innings)    | Risultato              |
| ---------------- | ------------------------------------------ | -------------------------------------- | ---------------------------- | ---------------------- |
| 29 dicembre 1997 | Eden Gardens Calcutta, Bengala Occidentale | Nuova Zelanda 164/all out (49.3 overs) | Australia 165/5 (47.4 overs) | AUS vince di 5 wickets |